# Коэффициент отражения (радиотехника)
Коэффицие́нт отраже́ния — общее название безразмерных величин, характеризующих отражение волн от неоднородности в среде распространения. Примерами неоднородности могут быть нагрузка в линии передачи или граница раздела двух однородных сред с различными значениями электрофизических параметров.
Коэффициент отражения по напряжению — отношение комплексной амплитуды напряжения отраженной волны к комплексной амплитуде напряжения падающей волны в заданном сечении линии передачи .
Коэффициент отражения по току — отношение комплексной амплитуды тока отраженной волны к комплексной амплитуде тока падающей волны в заданном сечении линии передачи .
Коэффициент отражения радиоволны — отношение указанной составляющей напряженности электрического поля в отраженной радиоволне к той же самой составляющей в падающей радиоволне .

## Коэффициент отражения по напряжению
Коэффициент отражения по напряжению (в методе комплексных амплитуд) — комплексная величина, равная отношению комплексных амплитуд отражённой и падающей волн:
KU = Uотр / Uпад = |KU|ejφ
где |KU| — модуль коэффициента отражения, φ — фаза коэффициента отражения, определяющая запаздывание отражённой волны относительно падающей.
Коэффициент отражения по напряжению в линии передачи однозначно связан с её волновым сопротивлением ρ и импедансом Zнагр нагрузки:
KU = ( Zнагр - ρ ) / ( Zнагр + ρ ).

## Коэффициент отражения по мощности
Коэффициент отражения по мощности — величина, равная отношению мощности (потока мощности, плотности потока мощности), переносимой отраженной волной, мощности, переносимой падающей волной:
KP = Pотр / Pпад = |KU|2

## Другие величины, характеризующие отражение в линии передачи
- Коэффициент стоячей волны — Kсв = ( 1 + |KU| ) / ( 1 - |KU| )
- Коэффициент бегущей волны — Kбв = ( 1 - |KU| ) / ( 1 + |KU| )

## Метрологические аспекты

### Измерения
- Для измерения коэффициента отражения применяются измерительные линии, измерители полных сопротивлений, панорамные измерители КСВ (ими измеряется только модуль, без фазы), а также векторные анализаторы цепей (могут измерять как модуль так и фазу).
- Мерами отражения являются различные измерительные нагрузки — активные, реактивные с изменяемой фазой и др.

### Эталоны
- Государственный эталон единицы волнового сопротивления в коаксиальных волноводах ГЭТ 75-2011 (недоступная ссылка) — находится в СНИИМ (Новосибирск)
- Установка высшей точности для воспроизведения единицы комплексного коэффициента отражения электромагнитных волн в волноводных трактах прямоугольного сечения в диапазоне частот 2,59...37,5 ГГц УВТ 33-В-91 — находится в СНИИМ (Новосибирск)
- Установка высшей точности для воспроизведения единицы комплексного коэффициента отражения (коэффициента стоячей волны напряжения и фазы) электромагнитных волн в волноводных трактах прямоугольного сечения в диапазоне частот 2,14 … 37,5 ГГц  УВТ 33-А-89 — находится во ВНИИФТРИ